# Matthäus Küsel

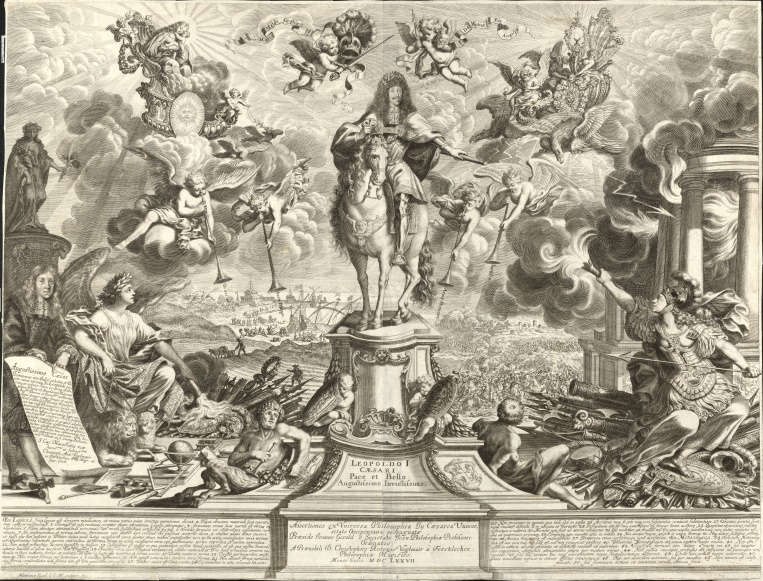
Apoteosis del emperador Leopoldo I, grabado a buril firmado Matthaeus Küsel S.C.M. sculptor fec.. Inscripción: «leopoldo i. / caesari. / Pace et Bello. / Augustissimo Invictissimo / Mense Julio MDCLXXVII». Viena, Österreichische Nationalbibliothek.

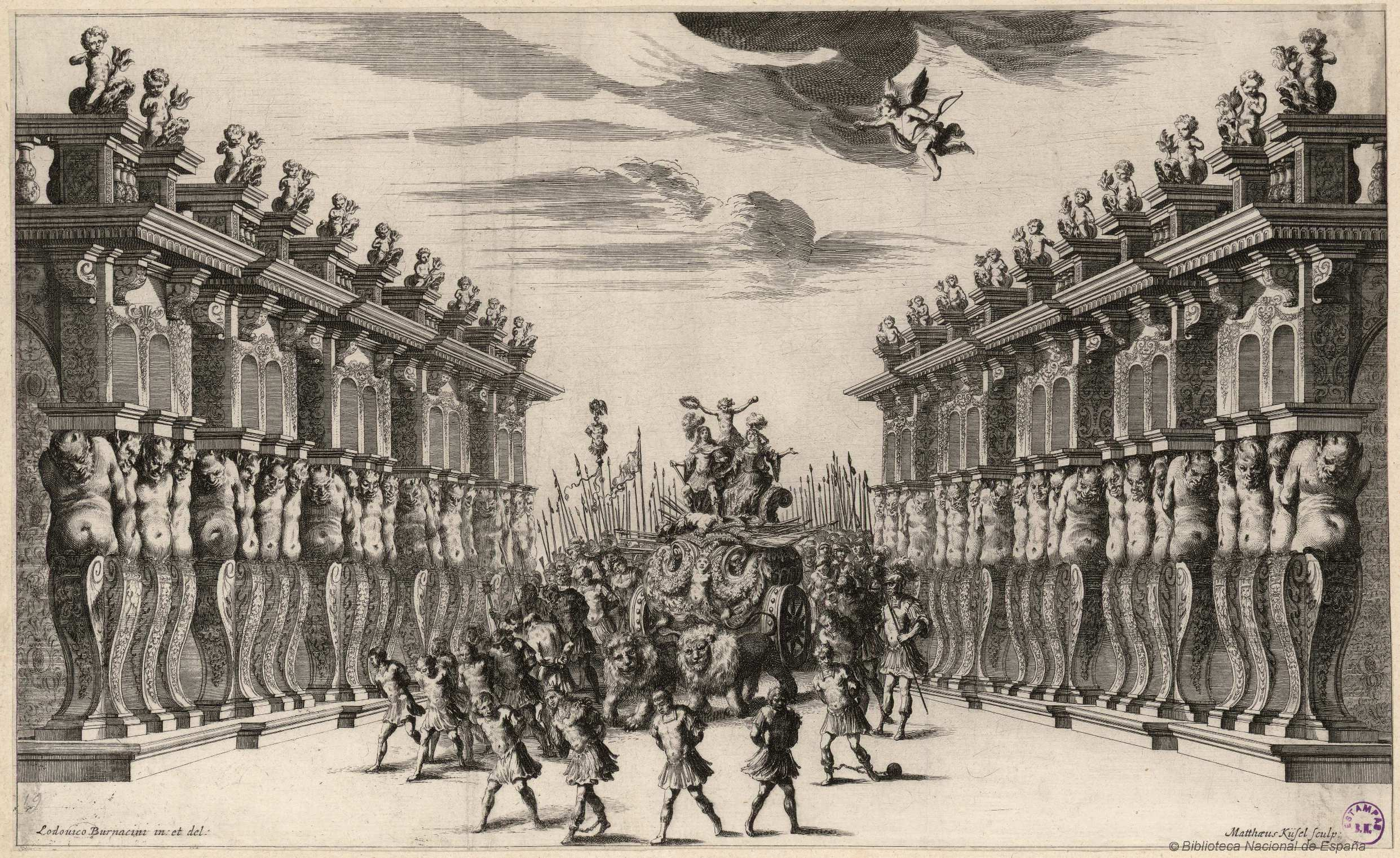
Triunfo de Venus y Marte. Aguafuerte y buril de Mathäus Küsel por diseño de Lodovico Ottavio Burnacini para Il pomo d'oro. Biblioteca Nacional de España.

Matthäus Küsel (Augsburgo, 1629-c., 1681/1702) fue un grabador en cobre alemán, grabador de la corte del emperador Leopoldo I.
Hijo de un relojero, fue hermano de Melchior Küsel y tío de Johanna Sibylla Küsel, también grabadores.
De Matthäus Küsel se conocen alegorías glorificadoras del poder del emperador Leopoldo I, entre ellas la que lo representa como Júpiter en trono de nubes derrotando a los gigantes, según invención de Mauro Oddi, en un grabado conservado en el Metropolitan Museum, y retratos, por lo común de medio cuerpo o de tres cuartos y enmarcados, como los de Leonor Gonzaga, viuda del emperador Fernando II, y el del archiduque Leopoldo Guillermo de Habsburgo, ambos por pintura de Johann Ulrich Mayr, o —por pintura de Matthäus Merian el joven—, el del margrave de Baden Federico VII Magno, que firma ya como grabador cesáreo lo mismo que el de Matthäus Ferdinand Sobek von Bilenburg, arzobispo de Praga, pero el mayor número de sus obras y también el de mayor interés historiográfico corresponde a las estampas calcogáficas, reunidas en álbumes de lujo, con la reproducción de las escenografías de Lodovico Ottavio Burnacini para las funciones teatrales celebradas en la corte vienesa con motivo de las grandes solemnidades familiares.
Son cuatro las series de estas características firmadas por Matthäus Küsel: las estampas de Il pomo d'oro, uno de los más grandes acontecimientos teatrales del siglo XVII, ópera alegórica cuyo argumento, basado en el juicio de Paris, concluía con la entrega de la manzana de oro a la Casa de Habsburgo como símbolo de su dominio universal. Con libreto de Francesco Sbarra y música de Antonio Cesti, su estreno estaba previsto como punto culminante de las celebraciones por el enlace matrimonial del emperador Leopoldo I con la infanta Margarita, hija del rey de España Felipe IV, pero la complejidad del proyecto —hasta veintiséis cambios de escena— impidió que pudiera estar listo en la fecha prevista y acabó aplazándose al verano de 1668, lo que hizo que el libreto ricamente ilustrado con los veinticuatro grabados de Küsel dedicados a las distintas escenas saliese publicado en una primera versión en italiano un año antes de la representación en vivo de la obra.
Otras dos series de semejantes características, con los diseños escenográficos de Burnacini grabados a buril y aguafuerte por Küsel, llevan fecha de 1674: Il Ratto delle Sabine, regalo de cumpleaños hecho a Leopoldo por su segunda esposa, la emperatriz Claudia, e Il fuoco eterno custodito dalle Vestali, drama musical con libreto de Nicolò Minato y música de Antonio Draghi, presentado con motivo del nacimiento de la archiduquesa Anna Maria, la hija de ambos que no llegaría a cumplir el año de vida. Por último, de 1678, son las estampas de La monarchia latina trionfante, ópera con libreto de nuevo de Nicolò Minato y música de Antonio Draghi, estrenada con motivo del nacimiento del heredero de la corona imperial, el futuro José I, hijo de Leopoldo y su tercera esposa, Leonor, princesa de Neoburgo.